# Bartramia aprica
Bartramia aprica är en bladmossart som beskrevs av C. Müller 1875. Bartramia aprica ingår i släktet äppelmossor, och familjen Bartramiaceae. Inga underarter finns listade i Catalogue of Life.